# Träskholmen (i Lämnästräsket, Kimitoön)
Träskholmen är en halvö i Finland. Den ligger i sjön Lemnästräsket och i kommunen Kimitoön i den ekonomiska regionen  Åboland  och landskapet Egentliga Finland, i den södra delen av landet, 130 km väster om huvudstaden Helsingfors.